# Cichawa (szczyt)
Cichawa (także: Cichwa, niem. Kuhberg, Kuh-Berg) – szczyt górski o wysokości 751 m n.p.m. w Masywie Chełmca w Górach Wałbrzyskich, w jego południowym ramieniu, na północ od Kopiska. Od wierzchołka Chełmca oddziela go rozdroże i siodło Rosochatki. Leży w obrębie Szczawna-Zdroju. Jest zbudowany z dolnopermskich porfirów. Jego zbocza są porastane przez las mieszany.

## Szlaki turystyczne
Obok szczytu stykają się szlaki:
- zielony: Trójgarb – Chełmiec – Dzikowiec Wielki
- żółty: Wałbrzych – Chełmiec